# 陈嘉谟 (湖北督办)
陈嘉谟（？—1927年），字峴亭，直隷省河間府任丘县人，中华民国军事将领。在武昌戰鬥中被俘，曾遭到國民革命軍以反革命罪判決死刑，後獲釋，獲釋後退出政軍界寓居天津，不久後病逝。

## 生平
陈嘉谟家族為任丘縣之地主，早年的基礎教育在私塾完成。陈嘉谟的婚配為馮國璋之姪女，因此關係，成婚後陈嘉谟考進北洋陸軍速成武備學堂進入軍界，為該校第二期步兵科學員。然而因夫妻關係不睦，畢業後陈嘉谟並未進入馮國璋指揮的陸軍第二鎮任官，而是進入後來的直系軍閥主要領袖之一曹锟所統率的陸軍第三鎮，為第三鎮步隊第六協第十一標基層軍官，並在該部隊內逐步晉升。
中華民國成立後，第三鎮更名為陸軍第3師，袁世凱死後，新軍各自因地緣與人脈關係整合成軍閥，軍閥領袖則致力擴張部隊去獲得更多的權力。民國六年（1917），曹锟晉升為直隸督軍後擴編自己陣營的軍力，此次擴軍增加了4個混成旅，陳嘉謨從第3師調職到直隸第三混成旅步兵第一團第三營出任該營營長，並在同年該旅南下湖北省迎戰護法湘軍，並成功地擊敗護法軍部隊，陳嘉謨的戰功與治軍作風受到該旅旅長，同時也是曹錕親信蕭耀南的信任與賞識，也讓一同作戰的陸軍第3師第6旅旅長吳佩孚所認同，此後陳嘉謨在蕭耀南的舉薦下快速升遷。
民國七年（1918），直隸第三混成旅更名為陸軍第十二混成旅，旅長仍由蕭耀南擔任，陳嘉謨升任該旅下轄之第二十三團團長職務。
民國九年（1920），第十二混成旅北上投入直皖戰爭，因此戰爭軍功，陸軍第十二混成旅被曹锟擴編為陸軍第25師，師長蕭耀南，陳嘉謨升任該師下轄之陸軍第50旅旅長。
民國十年（1921）夏季，25師再度南下湖北省，增援王占元，由於蕭耀南的政治操作鬥倒了王占元，取得湖北督軍職務，作為其親信的陳嘉謨也因此更上層樓。1922年（民国11年）8月，获授陸軍中将位。在湖北督軍萧耀南迎接吳佩孚作為其政治號召象徵後，吳佩孚推動「督軍不兼師長」之論述，這使得蕭耀南在民國十三年（1924）將陸軍第25師師長職務轉移給陳嘉謨，同時任命他為蒲通鎮守使，駐地岳陽。1924年6月7日，获授将军府儀威将軍。1925年（民国14年），任湖北第25師師長兼武漢警備总司令。
民國十五年（1926）2月，萧耀南急病猝逝，為了繼續控制湖北，十四省討賊聯軍總司令吴佩孚任命陈嘉谟接任湖北全省軍務督辦兼湖北省省長，成為直系在湖北省的最高階指揮官兼行政首長。但陳嘉謨並沒有蕭耀南的政治手腕與資歷，因此接位後未能有效控制湖北省政，亦無法取得地方仕紳之擁戴，雖然有多個職務頭銜，但主要可以指揮的部隊仍然僅有陸軍第25師，但是該師在武昌戰役前便因與國民革命軍對戰折損大半，至武昌遭包圍時僅剩一團兵力供其指揮。同年9月，國民革命軍北伐部隊以優勢規模包圍武昌城，在經過一個月的包圍後，陳嘉謨未能控制其友軍部隊反叛。10月10日，河南陸軍第3師師長吳俊卿決定向北伐軍投降，並且開啟了武昌城保安門引導北伐軍攻入城內，當日武昌城淪陷，陳嘉謨被俘。
1926年12月，國民政府由广州迁到武汉，成为武汉国民政府。1927年1月17日，中国国民党中央执行委员与国民政府委员临时联席会议第14次会议上，邓演达提出“武昌城所俘之刘玉春、陈嘉谟二贼，前决定由人民审判委员会审判……但至今并未提出审判，人民屡请审判毫无结果。在南昌方面，张凤岐、岳思寅、唐福山等皆由人民判决枪毙，今特提议从速审判。”2月9日，該临时联席会议第22次会议正式审议并通过了武汉国民政府司法部制定的《反革命罪条例》。1927年2月10日，“人民审判委员会”首次运用该条例审判陈嘉谟和刘玉春，该案被定名为“陈刘反革命案”。当日的审判以“择日再判”结束，后来却未再审理或宣判，此案不了了之。

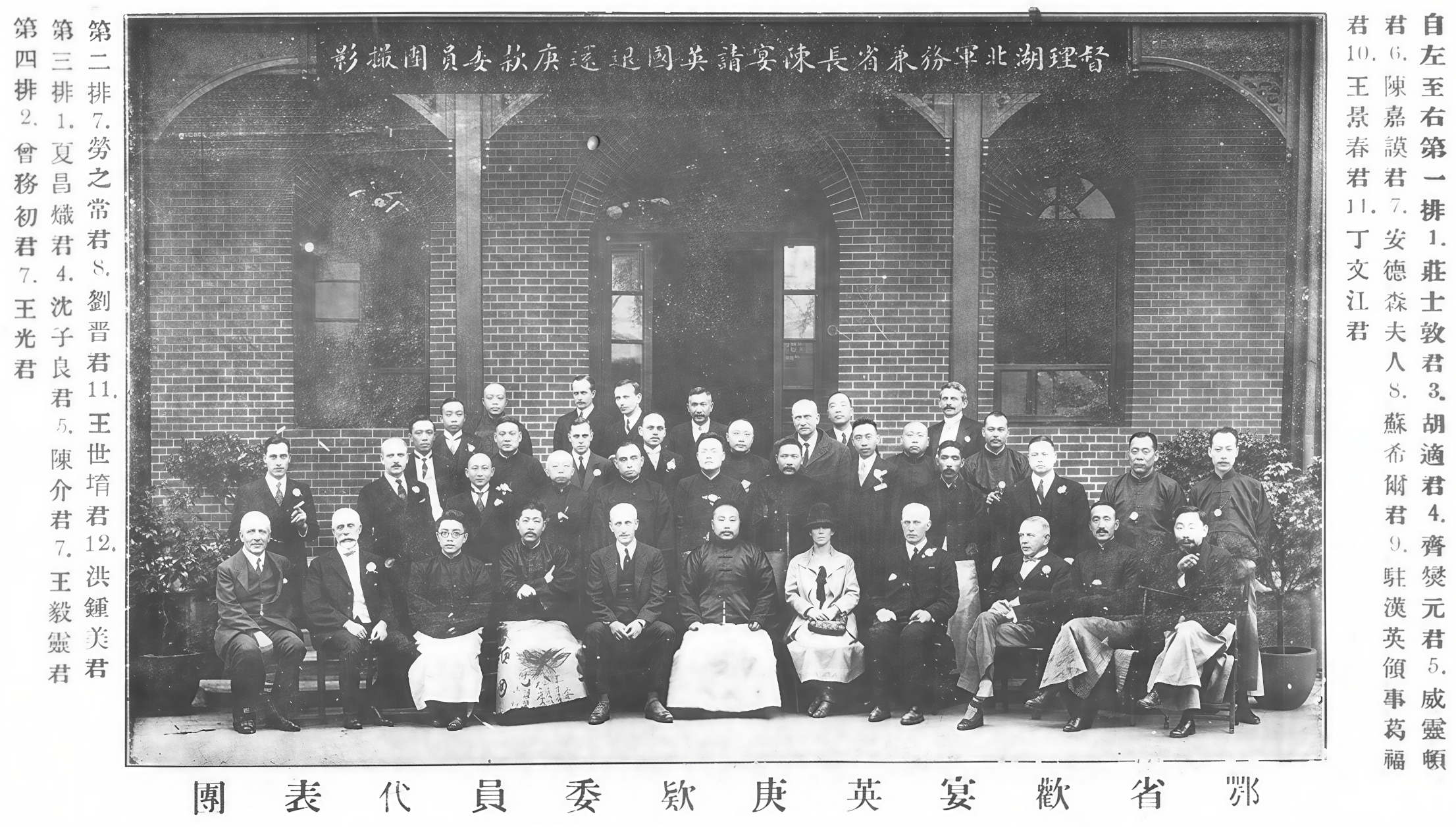
督理湖北軍務兼省長陳宴請英國退還庚款委員團攝影。自左至右第一排依序為莊士敦、?、胡適、齊燮元、威靈頓、陳嘉謨、安德森夫人、蘇希爾、葛福、王景春、丁文江。

1927年（民国16年）陳嘉謨获释，居住在天津，同年中逝世。